# Nicolás Muscio
Nicolás Agustín Muscio (18 de febrero de 1998, Lanús, Buenos Aires, Argentina) es un futbolista argentino. Juega de centrocampista y su equipo actual es Sportivo Belgrano de la Tercera División de Argentina. Amigo íntimo de Matías Zaracho, lograron en el 2019 cumplir su sueño desde inferiores de jugar juntos en la Academia.

## Trayectoria
Fue promovido de la reserva por Eduardo Coudet en 2019. Tras un breve paso como cedido en Temperley, actualmente se encuentra en el Deportivo Armenio, equipo que milita en la tercera division del fútbol argentino, también en calidad de cedido.

## Clubes
Actualizado al 30 de junio de 2021
| Club        | País      | Año         | Partidos | Goles |
| ----------- | --------- | ----------- | -------- | ----- |
| Racing Club | Argentina | 2019 - 2019 | 1        | 0     |

| Club      | País      | Año         | Partidos | Goles |
| --------- | --------- | ----------- | -------- | ----- |
| Temperley | Argentina | 2019 - 2020 | 2        | 0     |

| Club              | País      | Año  | Partidos | Goles |
| ----------------- | --------- | ---- | -------- | ----- |
| Deportivo Armenio | Argentina | 2021 | 2        | 0     |

| Club                 | País      | Año         | Partidos | Goles |
| -------------------- | --------- | ----------- | -------- | ----- |
| Argentino de Quilmes | Argentina | 2022 - 2023 | 26       | 0     |

| Club              | País      | Año             | Partidos | Goles |
| ----------------- | --------- | --------------- | -------- | ----- |
| Sportivo Belgrano | Argentina | 2023 - Presente | 13       | 0     |